# Agarista mexicana
Agarista mexicana är en ljungväxtart som först beskrevs av Hemsley, och fick sitt nu gällande namn av W.S. Judd. Agarista mexicana ingår i släktet Agarista och familjen ljungväxter. Utöver nominatformen finns också underarten A. m. pinetorum.